# Привин, Авис Гершович
Авис Гершович Привин (24 мая 1947 — 1 февраля 2022) — советский и российский кинооператор. Заслуженный деятель искусств Республики Татарстан (1996). Лауреат премии комсомола Татарии имени Мусы Джалиля (1980).

## Биография
Авис Привин окончил операторский факультет ВГИКа (мастерская П. А. Ногина) в 1974 году. Работал ассистентом оператора на Казанской студии телевидения с 1965 года. С 1970 по 1992 год — оператор студии кинохроники в Казани, с 1992 года работает на Московских студиях «Современник», «Риск», «НЭЦКИ», «Кинофабрика им. Д. Харитонова» и др. Снял в качестве оператора-постановщика ряд сериалов для телеканалов НТВ, Россия, Первый, ТВЦ
Сын — Евгений Привин (род. 25 декабря 1968), кинооператор, лауреат премии Серебряный медведь Берлинского кинофестиваля (2015).
Скончался 1 февраля 2022 года

## Фильмография
- 1967 — Беренче театр
- 1973 — Дорога тепла
- 1973 — Твой современник
- 1974 — Алран Кайми — Неразлучные с нами.
- 1975 — Светомузыка. Маленький триптих
- 1976 — Джалиль. Страницы борьбы
- 1976 — Перед интервью, или Будни и праздники Генриетты Иконниковой
- 1977 — Волжский автозавод
- 1978 — Школа на старте
- 1980 — Дорога на Сабантуй
- 1981 — Перекрытие
- 1982 — Нефтяники Татарии
- 1983 — Студенты
- 1984 — Испытай себя
- 1986 — Взвейтесь кострами
- 1987 — Абашево. 7 лет спустя
- 1987 — Мечтой окрыленные
- 1988 — А у вас во дворе
- 1988 — Этот непонятный Галимзянов
- 1992 — Концерт по заявкам
- 1995 — А человек играет на трубе
- 1995 — Странная свобода бытия[2]
- 1997 — Вечный бал
- 1997 — Сабантуй
- 1997 — Славянские танцы
- 1997 — Подземка
- 1998 — Пьеса для голоса
- 1998 — Сокровенные люди
- 1998 — Генерал и наместница
- 1999 — Александра Пахмутова
- 1999 — Полина
- 2000 — Хочется петь
- 2000 — 24 часа из жизни провинции
- 2000 — Дорога
- 2000 — Лотошино и окрестности
- 2000 — Остров
- 2000 — Ночь коротка[3]
- 2001 — Айги
- 2006 — Плата за любовь
- 2006 — Иное (оператор Second Unite)
- 2007 — Большая игра
- 2008 — Свидетель времени. Владимир Наумов (документальный)
- 2008 — Огонь любви
- 2010 — Гадание при свечах
- 2010 — Дальнобойщики 3
- 2011 — СОБР-2
- 2014 — Аромат шиповника

### Режиссёр
- 1987 — Мечтой окрылённые
- 1988 — Этот непонятный Галимзянов